# ت ع م+11:00
|  | التوقيت     | المنطقة                   |
|  | ----------- | ------------------------- |
|  | ت ع م+2:00  | MSK−1: توقيت كالينينغراد  |
|  | ت ع م+3:00  | MSK:+1 توقيت موسكو        |
|  | ت ع م+4:00  | MSK+1: توقيت سامارا       |
|  | ت ع م+5:00  | MSK+2: توقيت ييكاتيرينبرغ |
|  | ت ع م+6:00  | MSK+3: توقيت أومسك        |
|  | ت ع م+7:00  | MSK+4: توقيت كراسنويارسك  |
|  | ت ع م+8:00  | MSK+5: توقيت إركوتسك      |
|  | ت ع م+9:00  | MSK+6: توقيت ياكوتسك      |
|  | ت ع م+10:00 | MSK+7: توقيت فلاديفوستوك  |
|  | ت ع م+11:00 | MSK+8: توقيت سريدنكوليمسك |
|  | ت ع م+12:00 | MSK+9: توقيت كامشاتكا     |

|  | توقيت شتوي               | توقيت صيفي               | المنطقة |
|  | ------------------------ | ------------------------ | ------- |
|  | ت ع م+08:00 (طوال السنة) | ت ع م+08:00 (طوال السنة) | الغربية |
|  | ت ع م+09:30 (طوال السنة) | ت ع م+09:30 (طوال السنة) | الوسطى  |
|  | ت ع م+09:30              | ت ع م+10:30              | الوسطى  |
|  | ت ع م+10:00 (طوال السنة) | ت ع م+10:00 (طوال السنة) | الشرقية |
|  | ت ع م+10:00              | ت ع م+11:00              | الشرقية |

ت ع م+11:00 (بالإنجليزية: UTC+11:00)‏، هو معرف لمنطقة زمنية تقع قبل التوقيت العالمي المنسق (ت ع م) بإحدى عشرة ساعة +11، ويستخدم لقياس الوقت.

## التوقيت الرسمي

### طوال السنة
أوروبا
- روسيا – توقيت سريدنكوليمسك
- فرنسا – يستخدم التوقيت فقط في كاليدونيا الجديدة

أوقيانوسيا
- ولايات ميكرونيزيا الموحدة – يستخدم التوقيت فقط في مايلي والمناطق المحيطة لها:

- بونبي
- كوسراي (جزيرة)

- جزر سليمان
- فانواتو

### صيفًا فقط
أوقيانوسيا
- أستراليا – المنطقة الشرقية وتشمل:

- إقليم العاصمة الأسترالية
- نيوساوث ويلز – تشمل جزيرة لورد هاو[أ] (باستثناء بروكن هيل)
- تاسمانيا
- فيكتوريا

ملاحظة
1. ^ الفرق بين التوقيت الشتوي والتوقيت الصيفي لجزيرة لورد هاو هو نصف ساعة، أي أنها تستخدم ت ع م+10:30 كتوقيت شتوي.[1]

## روابط خارجية
- اعثر على مدن حاليًا فارق ت ع م+11